# Urso de Auxerre
Urso de Auxerre, Ursus u Ours (f. Auxerre, 508), fue el décimo obispo de Auxerre a finales del siglo V y principios del siglo VI.

## Biografía
Urso era un ermitaño en la iglesia de Saint-Amâtre, dedicada a San Amador de Auxerre, antes de ser elegido obispo de Auxerre (502-508) a la edad de 75 años, después de salvar la ciudad de un incendio gracias a sus oraciones.
Celebrado el 30 de julio.
- Datos: Q3358460